# Заставный, Роман Иосифович
Рома́н Ио́сифович Заста́вный (укр. Роман Йосипович Заставний; род. 1 мая 1972 года, с. Ласковцы Теребовлянского района Тернопольской области Украинской ССР) — украинский политический деятель, городской голова Тернополя с 2006 по 2010 год, депутат Верховной рады Украины VIII созыва (2014—2019).

## Биография
Родился 1 мая 1972 года, с. Ласковцы Теребовлянского района Тернопольской области.
В 1993 году окончил Тернопольскую академию народного хозяйства по специальности «Бухгалтерский учет, контроль и анализ хозяйственной деятельности», в 1999 году окончил институт последипломного образования Тернопольской академии народного хозяйства по специальности «Финансы и кредит».
С 1993 года работал бухгалтером частного малого предприятия «Поле», с сентября 1994 года — ревизор первой категории, с октября 1995 года — главный ревизор контрольно-ревизионного отдела, с декабря 1996 года — главный бухгалтер операционного отдела, с мая 1998 года по июль 1999 года — заместитель начальника операционного отдела Тернопольской областной дирекции АКБ «Украина».
С июля 1999 по июль 2000 года был заместителем председателя правления по финансово-экономической деятельности ОАО «Тернопольская кондитерская фабрика», с июля 2000 года — заместитель председателя правления по финансово-экономической деятельности, исполняющий обязанности председателя правления, с августа 2000 года — председатель правления ОАО «Птицефабрика Тернопольская».
С августа 2006 года по ноябрь 2010 года занимал должность Тернопольского городского головы.
На досрочных парламентских выборах 2014 года избран народным депутатом Верховной рады Украины VIII созыва по партийному списку «Народного фронта», был № 31 в списке. В парламенте был членом Комитета по вопросам налоговой и таможенной политики, главой подкомитета по вопросам рентных платежей. Депутатские полномочия истекли 29 августа 2019 года.
1 ноября 2018 года включён в список украинских физических лиц, против которых российским правительством введены санкции.
Женат, супруга — Оксана Петровна (1972 г. р.), дети — Пётр (1993 г. р.) и Андрей (1996 г. р.).